# Кушніренко Богдан Сергійович
Богдан Сергійович Кушніренко (нар. 2 листопада 1995, Київ, Україна) — український футболіст, захисник житомирського «Полісся».

## Клубна кар'єра
Народився в Києві. Вихованець київського «Динамо». У ДЮФЛУ, окрім «динамівців», виступав також за столичні клуби «Зірка» та «Арсенал». З 2012 по 2013 рік виступав за юнацьку та молодіжну команду «канонірів». У 2014 році перейшов до «Металіста», за молодіжну команду якого зіграв 19 матчів та відзначився 1 голом. У березні 2015 року перейшов у «Чорноморець», у складі «моряків» зіграв 9 матчів за молодіжну команду клубу.
У березні 2016 року підписав контракт з «Полтавою». Дебютував у футболці «городян» 24 липня 2016 року в переможному (2:1) домашньому поєдинку 1-о туру Першої ліги проти петрівського «Інгульця». Богдан вийшов на поле в стартовому складі та відіграв увесь матч, а на 41-й та 51-й хвилинах відзначився дебютними голами за нову команду. В наступному турі також відзначався голом у воротах суперника, завдяки чому полтавчани здобули перемогу. потрапляв до символічних збірних 1-о та 2-о туру Першої ліги за версією інтернет-видання Football.ua. Також потрапив до символічної збірної Першої ліги літньо-осінньої частини чемпіонату сезону 2016/17 років за версією вище вказаного видання. Проте потім отримав травму, через яку пропустив 5 наступних матчів. Восени відновився й допомагав «Полтаві» в матчах кінцівки осінньої частини чемпіонату. Завдяки успішній грі в складі «городян» у середині січня 2017 року відправився на перегляд до «Ворскли», проте представнику Прем'єр-ліги захисник не підійшов. Наприкінці січня 2018 року керівництво «Полтави» виставило Кушніренка на трансфер, проте бажаючих придбати захисника не знайшлося. У складі «Полтави» в Першій лізі провів три сезони, зіграв 50 матчів та відзначився 4-а голами. Наприкінці червня 2018 року «Полтава» була розформована, а всі гравці та персонал клубу отримали статус вільних агентів.
Восени 2018 року підписав контракт з МФК «Миколаїв». У футболці нового клубу дебютував 30 вересня 2018 року в програному (0:1) виїзному поєдинку 1-о туру Першої ліги проти харківського «Металіста 1925». Богдан вийшов на поле на 46-й хвилині, замінивши Олега Дмитренка. Дебютним голом у футболці «корабелів» відзначився 27 березня 2019 року на 9-й хвилині переможного (2:1) виїзного поєдинку 20-го туру Першої ліги проти франківського «Прикарпаття». Кушніренко вийшов на поле в стартовому складі та зіграв увесь матч.
Взмику 2022 року підписав контракт з «Поліссям». З командою став переможцем Першої ліги, за що отримав звання «Майстер спорту України».

## Кар'єра в збірній
У 2019 році виступав за студентську збірну України на літній Універсіаді в Неаполі. У підсумковому заліку українські футболісти посіли шосте місце.

## Досягнення
- Майстер спорту України: 2024[16]